# Yoweri Hunter Wacha-Olwol
Yoweri Hunter Wacha-Olwol, także Mzee Joel Hunter Wacha-Olwol (ur. w listopadzie 1923, zm. 2 maja 2017) – ugandyjski urzędnik, przedsiębiorca i nauczyciel, w 1980 członek Komisji Prezydenckiej, sprawującej władzę w kraju.

## Życiorys
Jego rodzicami byli Erieza Olwol i Cakaya Akulo (po przyjęciu chrztu Atat Loi Akulo). Dorastał w parafii Loro (dystrykt Oyam, Region Północny). Uczył się kolejno w szkołach w Loro (1932–35), Boroboro (1936–38), Kabalega (1938–41) i od 1942 w King's College Budo. Później uczył się w centrum kształcenia nauczycieli w Mukono i ukończył roczny kurs z administracji publicznej i społecznej w Wielkiej Brytanii. Uczył w centrum rehabilitacyjnym w Lira (późniejszy college techniczny), a po rezygnacji został w 1953 urzędnikiem w dystrykcie Lango. Po powrocie z Wielkiej Brytanii został sekretarzem rady dystryktu i uczestniczył w delegacji na konferencje dotyczące Ugandy w Londynie. W 1963 został asystentem komisarza Kitgum, a później komisarzem Acholi. Pracował przez rok w ministerstwie ds. samorządu, a później jako administrator i sekretarz w gabinecie prezydenta. W 1972 przeszedł na emeryturę po dojściu do władzy Idiego Amina. Zatrudniony następnie w sektorze prywatnym. Później ukrywał się przed nową władzą, do 1979 przebywał na emigracji w Kenii, gdzie zarabiał jako kierowca.
Po obaleniu prezydenta Godfreya Binaisy władzę przejęła początkowo Komisja Militarna, a od 22 maja do 15 grudnia 1980 – Komisja Prezydencka składająca się z trzech osób (oprócz Wacha-Olwola z sędziów Polycarpa Nyamuchoncho i Saulo Musoke), która funkcjonowała do czasu przeprowadzenia wyborów prezydenckich. Wacha-Olwol reprezentował w niej Region Północny Ugandy. Znaczenie polityczne komisji było niewielkie, a władzę w praktyce sprawował Paulo Muwanga. Za okres pracy w niej nie otrzymał wynagrodzenia aż do 2012 roku. Następnie pracował w radzie doradczej ds. handlu, która została rozwiązana w 1986. Został współzałożycielem centrum pomagające powracającym do Lango uchodźcom, a od 1990 do 1994 zasiadał w radzie zajmującej się reorganizacją administracji. W 1994 przeszedł na emeryturę i rozpoczął prowadzenie własnej działalności gospodarczej.
Pod koniec życia mieszkał z żoną i dziećmi na przedmieściach Kampali. Doczekał się dwunastki dzieci. Został pochowany 7 maja 2017 z honorami państwowymi. Wbrew swojej ostatniej woli, przewidującej pochowanie w rodzinnej miejscowości przy ojcu, złożono go do grobu przy dwóch dawnych żonach i innych członkach rodziny.